# الإمبراطوريات الإفريقية

خريطة زمنية للممالك الإفريقية ما قبل الاستعمار.

الإمبراطوريات الإفريقية هي مصطلح شامل يستخدم في الدراسات الإفريقية للإشارة إلى عدد من الممالك الإفريقية ما قبل الاستعمار والتي تضم هياكل متعددة الجنسيات وتضم مجموعات سكانية وأنظمة سياسية مختلفة في كيان واحد، وعادة ما يحدث ذلك من خلال الغزو وفرض الهيمنة.
بعض الإمبراطوريات الإفريقية المعروفة وعواصمها مذكورة أدناه.

## الممالك الساحلية

إمبراطورية مالي، حوالي 1350 ميلاديا

كانت الممالك الساحلية سلسلة من الإمبراطوريات التي تعود إلى العصور الوسطى والتي تركزت على الساحل، وهو منطقة الأراضي العشبية جنوب الصحراء.
- كانت أول دولة رئيسية في هذه المنطقة هي الإمبراطورية الغانية (واغادو). كان اسم غانا، الذي استخدمه المؤرخون في كثير من الأحيان، هو اللقب الرسمي الممنوح لحاكم إمبراطورية واغادو.[8] تركزت الإمبراطورية في ما يعرف اليوم ب السنغال وموريتانيا، وكانت أول من استفاد من نشأة تعدين الذهب. سيطرت غانا على المنطقة بين عامي 750 و 1078 تقريبا. شملت الدول الصغيرة في المنطقة في هذا الوقت (تكرور) في الغرب، مملكة (مالينكي) من مالي في الجنوب، وإمبراطورية (سونغاي) المتمركزة وسط (غاو) في الشرق.
- عندما انهارت غانا بعد تعرضها للغزو من المرابطين، تبعتها سلسلة من الممالك القصيرة زمنيا، لا سيما مملكة سوسو بعد عام 1235، ثم ظهرت إمبراطورية مالي للسيطرة على المنطقة. تقع هذه الإمبراطورية على نهر النيجر غرب غانا في ما يعرف اليوم بالنيجر ومالي، وبلغت ذروتها خلال عام 1350، لكنها فقدت السيطرة على عدد من الولايات التابعة لها بحلول عام 1400.
- كانت أقوى هذه الدول إمبراطورية (سونغاي)، التي توسعت سريعا مع الملك (سني علي) خلال عام 1460. وبحلول عام 1500، كانت قد توسعت لتصل من الكاميرون إلى المغرب، وهي أكبر ولاية في التاريخ الإفريقي. لكنها أيضا لم تدم طويلا وانهارت في عام 1591 كنتيجة للغزو المغربي.
- إلى أقصى الشرق على بحيرة تشاد، أصبحت دولة (كانم-بورنو)، والتي تأسست في القرن التاسع وعرفت باسم (كانيم)، أكثر بروزًا وسيطرة في منطقة وسط الساحل. وإلى غربها، كانت ولايات دولة (الهوسا) الموحّدة مهيمنة على المنطقة. تعايشت هاتان الدولتان بشكل غير مريح، ولكنهما كانتا مستقرتين.

- وفي عام 1810، ظهرت خلافة صكتو وفتحت (الهوسا)، مما خلق دولة أكثر مركزية. استمر وجودها بجانب دولة (كانم - برنو) حتى وصول الأوروبيين، حيث سقطت الدولتان وتم تقسيم المنطقة بين فرنسا وبريطانيا العظمى.
-إمبراطورية يولوف (1350–1889)

## إمبراطوريات ما بين القرنين الخامس عشر والتاسع عشر
منذ القرن الخامس عشر وحتى نهاية الزحف الأخير لإفريقيا في أواخر القرن التاسع عشر، تم تأسيس عدد من الإمبراطوريات جنوب الساحل، خاصةً في غرب إفريقيا.

### غرب إفريقيا
بلغت إمبراطوريات غرب إفريقيا حينها ذروتها في السلطة في أواخر القرن الثامن عشر، بالتزامن مع ذروة تجارة الرقيق في الأطلسي. أسست هذه الإمبراطوريات ثقافة الحرب الدائمة من أجل توفير العدد المطلوب من الأسرى لتلبية الطلب على العبيد من قبل المستعمرات الأوروبية. ومع الإلغاء التدريجي للعبودية في الإمبراطوريات الاستعمارية الأوروبية خلال القرن التاسع عشر، أصبحت تجارة الرقيق مرة أخرى أقل ربحًا ودخلت إمبراطوريات غرب إفريقيا فترة من التراجع، وانهار معظمها بنهاية القرن التاسع عشر.
- تعتبر حضارة (نوك) واحدة من أكثر الحضارات القديمة في الصحراء الإفريقية تطوراً على مدار التاريخ الإفريقي. بداية من حوالي عام 1500 قبل الميلاد، كانت تتركز بشكل كبير في ما يعرف بنيجيريا الآن، وقامت بعمل أول منتجات صهر للحديد وتشكيل للطين الصخري. ولكنها انتهت بشكل غامض حوالي عام 200 ميلاديا.
- كانت مملكة نري (1043–1911) دولة إفريقية غربية في القرون الوسطى من سلالة (نري-إجبو)، وهي مجموعة فرعية تنحدر من شعب الإغبو، وهي أقدم مملكة في نيجيريا. كانت مملكة نري غير مألوفة في تاريخ الحكومات العالمية حيث لم يمارس زعيمها أي سلطة عسكرية على رعاياه. كانت المملكة موجودة كدائرة للتأثير الديني والسياسي على الغالبية من إغبولاند، وكان تدار من قبل ملك كاهن يدعى «إيزي نري». أدار إيزي نري شئون التجارة والسياسة نيابة عن شعب الإغبو، وكان صاحب السلطة الإلهية في الشؤون الدينية.
- كانت إمبراطورية أويو (1400-1895) إمبراطورية غرب إفريقية فيما يعرف اليوم بغرب نيجيريا. تأسست الإمبراطورية من قبل اليوروبا في القرن الخامس عشر ونمت لتصبح واحدة من أكبر دول غرب إفريقيا. ارتفعت إلى السيادة من خلال الثروة المكتسبة من التجارة وحيازتها لسلاح قوي من الفرسان. كانت إمبراطورية أويو الدولة الأكثر أهمية من الناحية السياسية في المنطقة منذ منتصف القرن السابع عشر وحتى أواخر القرن الثامن عشر، والتي كانت تمارس النفوذ ليس فقط على دول اليوروبا الأخرى، ولكن أيضًا على مملكة داهومي من سلالة الفون (الواقعة في الدولة المعروفة الآن باسم جمهورية بنين).
- إمبراطورية بنين (1440-1897)، وهي دولة إفريقية ما قبل الاستعمار فيما يعرف بنيجريا حاليا.
- إمبراطورية كابو (1537-1867)، وهي مملكة سينجامبا من سلالة المادينكا (تتمحور حول شمال شرق غينيا بيساو في الوقت الحالي ولكنها تمتد إلى كازامانس، السنغال) وقد برزت في المنطقة بفضل أصولها كإقليم سابق في الإمبراطورية المالية. وبعد سقوط إمبراطورية مالي، أصبحت كابو مملكة مستقلة
- كونفدرالية آرو (1690-1902)، وهي اتحاد تجاري تمت إدارته من قبل سلالة الإغبو، شعب آرو، وقد تمركزت في أروشوكو جنوب شرق نيجيريا الحالية.
- بونومان (القرن الحادي عشر - القرن التاسع عشر)، أقدم دولة معروفة في أكان. جلبت تجارة الذهب والجوز كولا مع الجيران في الشمال ثروة وازدهار كبيرين لمؤسسي هذه الدولة. وقد أثرت ثقافتها بشكل كبير ثقافة أكان الحديثة.
- إمبراطورية آشانتي (1701-1894)، وهي دولة لشعب الآكان في غرب إفريقيا ما قبل الاستعمار لما هو الآن منطقة أشانتي في غانا. امتدت الإمبراطورية من وسط غانا إلى ما يعرف الآن ب توغو وكوت ديفوار، وتحدها مملكة داغومبا إلى الشمال وداهومي إلى الشرق. وحتى يومنا هذا، تظل مملكة آشانتي كواحدة من الدويلات التقليدية المحمية بالدستورية داخل جمهورية غانا.
- الدول المختلفة من قبل شعب آكان (القرن الحادي عشر - القرن التاسع عشر)
- تمركزت إمبراطورية كونغ (1710-1898) في شمال شرق ساحل العاج والتي شملت أيضًا الكثير من بوركينا فاسو حاليًا.
- إمبراطورية بامانا (1712-1896) ومقرها سيغو الموجودة حاليا في مالي. كان يحكمها سلالة كوليبالي. وقد تم تأسيسها عام 1640 من قبل (فا - ساين) المعروف أيضا باسم (بيتون-سي). ظلت الإمبراطورية موجودة كدولة مركزية من 1712 حتى تم غزوها عام 1861من قبل فاتح إمبراطورية تكرور (الحاج عمر طعل).
- خلافة صكتو (1804-1903)، وهي إمبراطورية إسلامية في نيجيريا، تحت قيادة السلطان سعد أبو بكر. تأسست في فترة الجهاد الفولاني في أوائل القرن التاسع عشر، وكانت واحدة من أقوى الإمبراطوريات في إفريقيا جنوب الصحراء الكبرى قبل الغزو الأوروبي والاستعمار. ظلت الخلافة موجودة خلال الفترة الاستعمارية وما بعد ذلك، ولكن مع ضعف سلطتها.
- إمبراطورية واسولو (1878-1898)، وهي إمبراطورية قصيرة العمر تأسست من فتوحات ديولا حاكم ساموري توري ودمرت من قبل الجيش الاستعماري الفرنسي.

### البحيرات العظمى
- تعامل إمبراطورية كيتارا في منطقة البحيرات العظمى الإفريقية ككيان تاريخي منذ فترة طويلة، لكنها الآن غالبا ما تعتبر كرواية غير تاريخية ولدت استجابة لفجر الحكم تحت إمبراطورية (لو). حيث يعد هذا الأخير السجل التاريخي الوحيد لهجرة  إلى المنطقة.[10]
- بوغندا (1300 إلى الوقت الحاضر)، موطن شعب بوغندا في أوغندا
- الدول السواحلية في القرون الوسطى

### الكونغو
- كانت مملكة الكونغو (1400-1888) دولة شبه إمبراطورية كما يتضح من عدد الأشخاص والممالك التي خضعت لها. ولولا كم النصوص الكثيرة التي كتبت بواسطة شعب الكونغو وأطلقو على أنفسهم اسم مملكة، لتم تصنيفها كـ «إمبراطورية الكونغو».
- إمبراطورية لوبا (1585-1885) تأسست على مراعي المستنقعات في منخفضات أوبمبا، في ما يعرف الآن ب جمهورية الكونجو الديمقراطية.
- إمبراطورية لوندا (1660-1887) فيما يعرف الآن بجمهورية الكونغو الديمقراطية، شمال شرق أنجولا وشمال غرب زامبيا. كانت دولتها المركزية في كاتانغا.

### جنوب إفريقيا
كانت إمبراطورية موتابا أو إمبراطورية زيمبابوي الكبرى (1450 - 1629) مملكة من القرون الوسطى تقع بين نهري زامبيزي وليمبوبو في جنوب إفريقيا فيما يعرف حاليا ب زيمبابوي وموزمبيق. تم العثور على بقايا العاصمة التاريخية في أنقاض زيمبابوي العظمى.
- مملكة الزولو
- إمبراطورية مارافي أو مروي أو ميروي. حتى لا يتم الخلط بينها وبين ميري القديمة.
- مملكة مابونغوبوي

### شمال إفريقيا

#### إمبراطوريات شمال إفريقيا القديمة

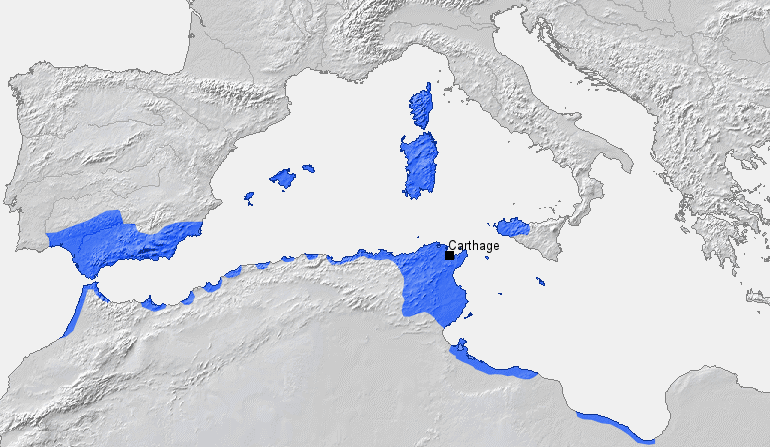
قرطاج القديمة والولايات التابعة لها في 264 قبل الميلاد.

إمبراطوريات شمال إفريقيا ما قبل الإسلام
- مملكة كرما (2500–1500 قبل الميلاد)
- مصر القديمة (3100–650 قبل الميلاد)
- مملكة كوش (1070–350 م)
  - نوباتيا (350–650 م)
  - مملكة المقرة (340–1312 م)
  - مملكة علوة (??? م–1504 م)
- حضارة قرطاج (575–146 م)
- مملكة موريطنية 300 ق م - 44 م

في مغرب حالي
- مملكة نوميديا 202 ق م - 70 ق م

في جزاءر حالية.

#### إمبراطوريات إفريقيا
- في الجزائر:
  - رستميون (776-909)
  - دولة الحماديين (1014–1152
  - الزيانيون (1235-1554)
  - دولة الزيريين (973–1148)
- في المغرب:
  - دولة الأدارسة (789–974)
  - دولة المرابطين (1061–1145)
  - دولة الموحدين (1145–1244)
  - الدولة المرينية (1244–1465)
  - الدولة الوطاسية (1471–1554)
  - دولة السعديين (1554-1666)
  - دولة العلويين (1666–إلى يومنا هذا)
- في تونس:
  - الاغالبة (800 م-909م)
  - الدولة الفاطمية (فترة تونس) (910–969)
  - دولة الحفصيين (1229–1574)
  - المراديون
- في مصر:
  - الدولة طولونية
  - الدولة الاخشدية
  - الدولة الفاطمية (فترة مصر) (969–1171)
  - الدولة الأيوبية (1171–1254)
  - الدولة المملوكية (1250–1517)
  - سلالة العلوية المصرية (1805-1954)
- في السودان:
  - كانت سلطنة سنار (1502-1821) سلطنة في شمال السودان. سميت فونج تبعا للمجموعة العرقية من سلالتها أو سنار تبعا لعاصمتها، وقد حكمت مساحة كبيرة من منطقة السودان.

### القرن الإفريقي

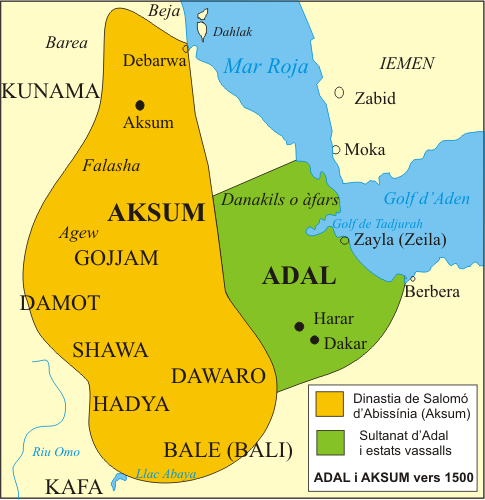
مناطق امبراطورية اكسومايت وسلطنة آدال لاحقا.

- أراضي حضارة بونت القديمة (2500 قبل الميلاد)
- مدن وبلدات باربرا / بارباروا القديمة المذكورة في بيبلوس البحر الأحمر (القرن الأول).
  - أوبون (1000 قبل الميلاد – القرن الخامس ميلاديا)
  - موندوس/ زيس
  - موسيلون/ بوساسو
  - مالاو/ بربرا
  - نيكون/ بور غابو
  - سارابيو / مقديشو
- مملكة أكسوم (القرن الأول- القرن التاسع)
- مملكة بازين (القرن التاسع)
- مملكة بلجين (القرن التاسع)
- مملكة جارين (القرن التاسع)
- مملكة قيتاء (القرن التاسع)
- مملكة ناجاش (القرن التاسع)
- مملكة تانكيش (القرن التاسع)
- سلطنة مقديشو (القرن العاشر - القرن ال16)
- إمبراطورية أثيوبيا (1137–1974)
  - دولة زاغو (1137–1270)
  - الدولة السليمانية (1270–1974)
- سلطنة إفات (1285–1415)
- سلطنة ورسنجلي (1298–1960)
- سلطنة أجوران (1300s–1700)
- سلطنة عدل (1415–1555)
- سلطنة هرار (1526–1577)
- إمارة هرار (1647–1887)
- سلطنة غلدي (أواخر القرن ال17 - أواخر القرن ال 19)
- سلطنة ماجرتين (منتصف القرن ال 18 - بداية القرن ال 20)
- سلطنة عفر (1734–الوقت الحالي)
- مملكة جوما (بداية 1800–1886)
- مملكة جيما (1830–1932)
- مملكة جوما (1840–1902)
- سلطنة هوبيو (1880–1920)
- دولة الدراويش (1896–1920)

## مقارنة
يناقش فانسينا (1962) تصنيف الممالك الإفريقية جنوب الصحراء الكبرى، ومعظمها من وسط وجنوب وشرق إفريقيا، مع بعض البيانات الإضافية عن ممالك غرب إفريقيا (الساحلية)، مميزا خمسة أنواع، من خلال تقليل مركزية السلطة:
1. الممالك الاستبدادية: حيث يسيطر الملك على الشؤون الداخلية والخارجية مباشرة. ومن الأمثلة على ذلك رواندا ونكور وسوجا والكونغو في القرن السادس عشر
2. الممالك الملكية: حيث يسيطر الملك على الشؤون الخارجية مباشرة، والشؤون الداخلية عبر نظام من المراقبين. ينتمي الملك ووزرائه إلى نفس العشائر أو الأنساب.
3. الممالك التأسيسية: ممالك لا يسيطر فيها الملك إلا على الشؤون الخارجية دون وجود روابط إدارية دائمة بينه وبين رؤساء المقاطعات. حيث تم ترك الحكم الموروث في المقاطعات دون الإخلال به بعد الفتح. ومن الأمثلة على ذلك باميليك ولوندا ولوبا ولوزي .
4. الممالك الأرستقراطية: الرابط الوحيد بين السلطة المركزية والمحافظات هو دفع الجزية. وتعد هذه الممالك وسطية الشكل بين الممالك الملكية والدول الاتحادية. هذا النوع شائع إلى حد كبير في إفريقيا، والأمثلة تشمل كونغو القرن السابع عشر، ولايات كازيمبي، ولوابولا، وكوبا، ونجوند، ومانجي، وهان، وزينزا، وشاغا في القرن الثامن عشر
5. الاتحادات: الممالك (مثل اتحاد أشانتي) حيث يتم تنظيم الشؤون الخارجية من قبل مجلس من الشيوخ الذين يرأسهم الملك، والذي هو ببساطة الأقوى بين نظرائه في المجلس.